# Uperoleia tyleri
Uperoleia tyleri är en groddjursart som beskrevs av Davies och Murray Littlejohn 1986. Uperoleia tyleri ingår i släktet Uperoleia och familjen Myobatrachidae. IUCN kategoriserar arten globalt som otillräckligt studerad. Inga underarter finns listade i Catalogue of Life.

## Bildgalleri

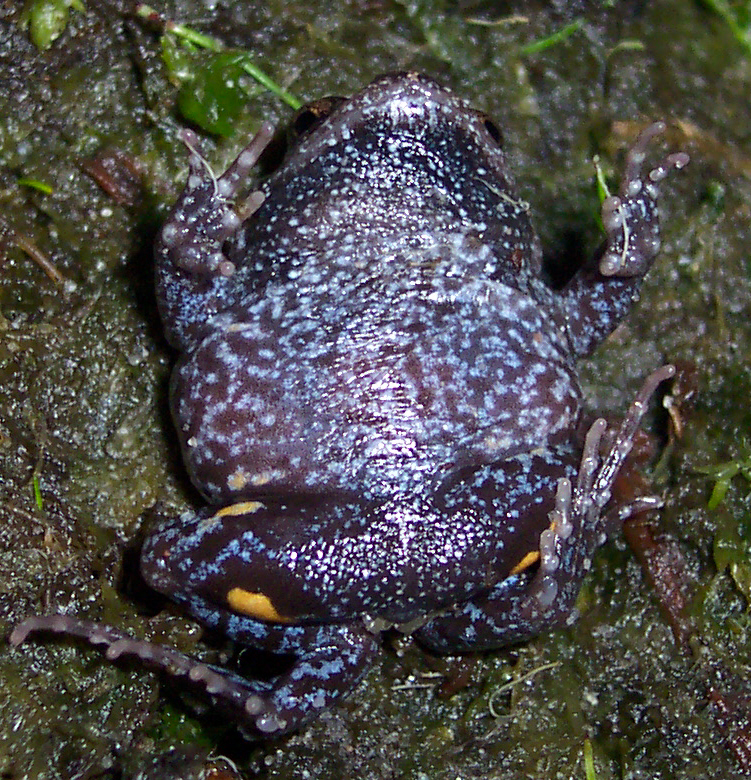